# Copa México Apertura 2016
La Copa Corona MX Apertura 2016 fue la edición 49 de la Copa México y que abrió el ciclo correspondiente a la temporada 2016-17. Como principales singularidades del torneo se encuentran: el cambio de formato, disminuyendo el número de integrantes de los grupos y aumentando una fase de eliminación directa; y el retorno a esta competencia del Club América, ausente en las seis últimas ediciones, debido a su participación en la Concacaf Liga Campeones de 2013-14, 14-15 y 15-16. Además; es la primera vez desde que reinició el certamen copero (2012), que coinciden este club y el Guadalajara (ausente en el ciclo 2012-13, cuando si participó el conjunto de Coapa). El torneo comenzó el 19 de julio y concluyó el 2 de noviembre. Querétaro, campeón de este torneo, se enfrentará al campeón de la Copa Corona MX Clausura 2017, en la Supercopa MX 2016-17.

## Sistema de competencia
La competencia de la Copa Corona MX es organizada por la Liga Bancomer MX y Ascenso Bancomer MX. Participarán en la Copa Corona MX A16 un total de 24 clubes: 12 clubes de la Liga Bancomer MX y 12 clubes del Ascenso Bancomer MX los cuales se eligieron de acuerdo a su clasificación en la temporada de la respectiva liga.
Por lo que hace a los 12 Clubes de la Liga Bancomer MX, se descontarán de la tabla General de clasificación a los cuatro Clubes que competirán en la Concacaf Liga Campeones 2016-17 (Pumas UNAM, Tigres, Monterrey y Pachuca), al club recién ascendido (Necaxa), y al club que ocupó el último lugar en la tabla general de clasificación de la temporada 2015-2016 (Atlas).
En cuanto a los clubes de Ascenso Bancomer MX, participan solo 12 clubes de esta división, descontando a los clubes Cimarrones, Zacatepec y Correcaminos, quienes ocuparon los últimos tres lugares en la tabla general de clasificación de la temporada 2015-2016, a los dos equipos ascendidos (Loros de Colima y Potros UAEM), y también a la nueva plaza del Ascenso Bancomer MX (Tampico Madero).

### Fase de calificación
Se integra por 4 Jornadas a jugar en 6 fechas , en las que los clubes jugarán solo con rivales de su grupo en series ida y vuelta. Los 24 clubes participantes se dividirán en 8 grupos de 3 equipos cada uno.

Los equipos de cada grupo jugarán 2 juegos ida y vuelta que se calificarán de la siguiente forma:
- Por juego ganado se obtendrán tres puntos
- Por juego empatado se obtendrá un punto
- Por juego perdido cero puntos

Si al finalizar las 4 Jornadas, tres o más Clubes estuviesen empatados en puntos, su posición en la Tabla General de Clasificación será determinada atendiendo a los siguientes criterios de desempate:
1. Mejor diferencia entre los goles anotados y recibidos
2. Mayor número de goles anotados
3. Marcadores particulares entre los Clubes empatados
4. Mayor número de goles anotados como visitante
5. Mejor ubicado en la Tabla General de Cociente
6. Tabla Fair Play
7. Sorteo

Para determinar los lugares que ocuparán los Clubes que participen en la Fase Final de la Copa Corona MX A16, se tomará como base la Tabla General de Clasificación al término del Torneo.

### Fase final
Participarán por el título de campeón de la Copa Corona MX A16, los dos primeros lugares de los 8 grupos.
En esta fase los equipos se enfrentarán a un solo partido resultando vencedor el que anote mayor número de goles en el tiempo reglamentario de juego. En caso de empate en goles o que no se haya anotado ninguno, para decidir el encuentro se procederá a tirar series de penales.

El partido se llevará a cabo en el estadio del club que tenga mejor ubicación en la tabla general de clasificación del torneo de Copa.
La fase final se jugará de la siguiente forma:
- Octavos de Final
  - 1 vs 16 → CF1
  - 2 vs 15 → CF2
  - 3 vs 14 → CF3
  - 4 vs 13 → CF4
  - 5 vs 12 → CF5
  - 6 vs 11 → CF6
  - 7 vs 10 → CF7
  - 8 vs 9 → CF8
- Cuartos de Final
  - CF1 vs CF8 → SF1
  - CF2 vs CF7 → SF2
  - CF3 vs CF6 → SF3
  - CF4 vs CF5 → SF4
- Semifinales
  - SF1 vs SF4 → F1
  - SF2 vs SF3 → F2
- Final
  - F1 vs F2

## Equipos por Entidad Federativa
Para esta edición, las entidades federativas de la República Mexicana con más equipos en la Copa México son la Ciudad de México, Jalisco, Guanajuato, Puebla, Chiapas y Sinaloa; con dos equipos cada una.
| Santos Morelia U de G Guadalajara Chiapas Tijuana Puebla Lobos BUAP Toluca América Cruz Azul León Veracruz Querétaro Atlante Murciélagos Juárez Celaya Venados Tapachula Oaxaca Zacatecas Tepic Dorados |

| Entidad Federativa | N.º | Equipos               |
| ------------------ | --- | --------------------- |
| Ciudad de México   | 2   | América y Cruz Azul   |
| Jalisco            | 2   | Guadalajara y U de G  |
| Guanajuato         | 2   | León y Celaya         |
| Puebla             | 2   | Puebla y Lobos BUAP   |
| Sinaloa            | 2   | Dorados y Murciélagos |
| Chiapas            | 2   | Chiapas y Tapachula   |
| Baja California    | 1   | Tijuana               |
| Coahuila           | 1   | Santos Laguna         |
| Estado de México   | 1   | Toluca                |
| Michoacán          | 1   | Morelia               |
| Querétaro          | 1   | Querétaro             |
| Veracruz           | 1   | Veracruz              |
| Nayarit            | 1   | Tepic                 |
| Chihuahua          | 1   | Juárez                |
| Oaxaca             | 1   | Oaxaca                |
| Yucatán            | 1   | Venados               |
| Quintana Roo       | 1   | Atlante               |
| Zacatecas          | 1   | Zacatecas             |

## Información de los equipos
| Equipo        | Entrenador              | Ciudad                    | Estadio                      | Capacidad | Fundación       | Patrocinador      | Kit          |
| ------------- | ----------------------- | ------------------------- | ---------------------------- | --------- | --------------- | ----------------- | ------------ |
| América       | Ricardo La Volpe        | Ciudad de México          | Azteca                       | 84 000    | 1916 (108 años) | Huawei            | Nike         |
| Atlante       | Eduardo Fentanes        | Cancún, Quintana Roo      | Olímpico Andrés Quintana Roo | 20 000    | 1918 (106 años) | Rivera Maya       | Kappa        |
| Celaya        | Gustavo Díaz            | Celaya, Guanajuato        | Emilio Butragueño            | 26 500    | 1954 (71 años)  | Bachoco           | Keuka        |
| Chiapas       | Sergio Bueno            | Tuxtla Gutiérrez, Chiapas | Víctor Manuel Reyna          | 31 500    | 2002 (23 años)  | C. Banco          | Charly       |
| Cruz Azul     | Tomás Boy               | Ciudad de México          | Azul                         | 36 681    | 1927 (98 años)  | Cemento Cruz Azul | Under Armour |
| Dorados       | Gabriel Caballero       | Culiacán, Sinaloa         | Banorte                      | 23 000    | 2003 (21 años)  | Coppel            | Charly       |
| Guadalajara   | Matías Almeyda          | Guadalajara, Jalisco      | Chivas                       | 49 850    | 1906 (119 años) |                   | Puma         |
| Juárez        | Sergio Orduña           | Ciudad Juárez, Chihuahua  | Olímpico Benito Juárez       | 23 500    | 2015 (10 años)  | Del Rio           | Umbro        |
| León          | Javier Torrente         | León, Guanajuato          | León                         | 30 344    | 1943 (81 años)  | Telcel            | Pirma        |
| Lobos BUAP    | Miguel de Jesús Fuentes | Puebla, Puebla            | Olímpico de la BUAP          | 21 750    | 1967 (58 años)  | Coca-Cola         | Keuka        |
| Morelia       | Enrique Meza            | Morelia, Michoacán        | Morelos                      | 41 500    | 1950 (75 años)  | Caliente          | Pirma        |
| Murciélagos   | Roberto Castro          | Los Mochis, Sinaloa       | Centenario                   | 15 000    | 2008 (17 años)  | Meprosa           | GF Sports    |
| Oaxaca        | Mario García            | Oaxaca, Oaxaca            | Tecnológico de Oaxaca        | 15 200    | 2012 (12 años)  | Ópticas América   | Lotto        |
| Puebla        | Ricardo Valiño          | Puebla, Puebla            | Cuauhtémoc                   | 51 726    | 1944 (81 años)  | Caliente          | Charly       |
| Querétaro     | Víctor Manuel Vucetich  | Querétaro, Querétaro      | Corregidora                  | 35 575    | 1950 (75 años)  | Banco Multiva     | Puma         |
| Santos Laguna | José Manuel de la Torre | Torreón, Coahuila         | Corona                       | 30 000    | 1983 (41 años)  | Soriana           | Puma         |
| Tapachula     | Mauro Camoranesi        | Tapachula, Chiapas        | Olímpico de Tapachula        | 15 000    | 2015 (10 años)  | Chiapas           | Silver Sport |
| Tepic         | Ramón Morales           | Tepic, Nayarit            | Arena Cora                   | 12 945    | 1959 (66 años)  | Riviera Nayarit   | Bee Sport    |
| Tijuana       | Miguel Herrera          | Tijuana, Baja California  | Caliente                     | 27 333    | 2007 (18 años)  | Caliente          | Adidas       |
| Toluca        | Hernán Cristante        | Toluca, Estado de México  | Nemesio Díez                 | 19 000    | 1917 (108 años) | Banamex           | Under Armour |
| U de G        | Joel Sánchez            | Guadalajara, Jalisco      | Jalisco                      | 56 713    | 1970 (55 años)  | Electrolit        | Charly       |
| Venados       | José Luis Sánchez Solá  | Mérida, Yucatán           | Carlos Iturralde Rivero      | 14 500    | 1988 (37 años)  | ADO               | Spiro        |
| Veracruz      | Pablo Marini            | Veracruz, Veracruz        | Luis "Pirata" Fuente         | 30 000    | 1943 (82 años)  | Electrolit        | Charly       |
| Zacatecas     | Joel Sánchez            | Zacatecas, Zacatecas      | Francisco Villa              | 14 000    | 2014 (11 años)  | Telcel            | Pirma        |

### Sorteo
El 7 de junio a las 21:00 hrs.; se llevó a cabo en Cancún el sorteo de la Copa Corona MX.
El 26 de mayo se anunciaron los 3 bombos y la forma en como se distribuyeron siendo el 1 cabeza de serie dándose a conocer oficialmente el 6 de junio.
- El bombo 1 están conformados por los 4 mejores ubicados en la tabla de la temporada 2015-2016 de la Liga Bancomer MX, el club que descendió y los 3 mejores ubicados en tabla de la temporada 2015-2016 del Ascenso Bancomer MX.

- El Bombo 2 están conformados por los lugares 5-8 de la Liga Bancomer MX y Ascenso Bancomer MX.

- El Bombo 3 se encuentran los clubes que ocuparon los lugares 9-12.

| Cabezas de serie                                                      | Bombo 2                                                                        | Bombo 3                                                             |
| --------------------------------------------------------------------- | ------------------------------------------------------------------------------ | ------------------------------------------------------------------- |
| León América Toluca Morelia Dorados Leones Negros FC Juárez Tapachula | Guadalajara Puebla Santos Laguna Cruz Azul Atlante Lobos BUAP Zacatecas Oaxaca | Querétaro Murciélagos Veracruz Venados Celaya Chiapas Tepic Tijuana |

## Estadios
| |                                                                                         |                                                                                        |
| |                                                                                         |                                                                                        |
| Estadio Azteca Ciudad: Ciudad de México Capacidad: 102,963 Club: América                                                                                           | Estadio Jalisco Ciudad: Guadalajara Capacidad: 56,500 Club: Universidad de Guadalajara  | Estadio Cuauhtémoc Ciudad: Puebla Capacidad: 51,000 Club: Puebla                       |
| |                                                                                         |                                                                                        |
| Estadio Chivas Ciudad: Guadalajara Capacidad: 49,850 Club: Guadalajara                                                                                             | Estadio Morelos Ciudad: Morelia Capacidad: 34,794 Club: Monarcas Morelia                | Estadio Corregidora Ciudad: Querétaro Capacidad: 34,045 Club: Querétaro                |
| |                                                                                         |                                                                                        |
| Estadio Azul Ciudad: Ciudad de México Capacidad: 33,042 Club: Cruz Azul                                                                                            | Estadio León Ciudad: León Capacidad: 31,297 Club: León                                  | Estadio TSM Corona Ciudad: Torreón Capacidad: 29,327 Club: Santos Laguna               |
| |                                                                                         |                                                                                        |
| Estadio Luis "Pirata" Fuente Ciudad: Veracruz Capacidad:28,703 Club: Veracruz                                                                                      | Estadio Caliente Ciudad: Tijuana Capacidad: 27,333 Club: Tijuana                        | Estadio Víctor Manuel Reyna Ciudad: Tuxtla Gutiérrez Capacidad: 24,290 Club: Chiapas   |
| |                                                                                         |                                                                                        |
| Estadio Emilio Butragueño Ciudad: Celaya Capacidad: 23,369 Club: Celaya                                                                                            | Estadio Olímpico de la BUAP Ciudad: Puebla Capacidad: 20,167 Club: Lobos BUAP           | Estadio Olímpico Benito Juárez Ciudad: Ciudad Juárez Capacidad: 19,765 Club: FC Juárez |
| |                                                                                         |                                                                                        |
| Estadio Nemesio Díez Ciudad: Toluca Capacidad: 18,651 Club: Toluca                                                                                                 | Estadio Banorte Ciudad: Culiacán Capacidad: 17.898 Club: Dorados de Sinaloa             | Estadio Olímpico Andrés Quintana Roo Ciudad: Cancún Capacidad: 17,289 Club: Atlante    |
| |                                                                                         |                                                                                        |
| Estadio Carlos Iturralde Rivero Ciudad: Mérida Capacidad: 15,087 Club: Venados                                                                                     | Estadio Tecnológico de Oaxaca Ciudad: Oaxaca Capacidad:15,000 Club: Alebrijes de Oaxaca | Estadio Francisco Villa Ciudad: Zacatecas Capacidad: 13,820 Club: Mineros de Zacatecas |
| |                                                                                         |                                                                                        |
| Estadio Olímpico de Tapachula Ciudad: Tapachula Capacidad: 13,300 Club: Cafetaleros de Tapachula                                                                   | Arena Cora Ciudad: Tepic Capacidad: 12,271 Club: Coras de Tepic                         | Estadio Centenario LM Ciudad: Los Mochis Capacidad: 9,725 Club: Murciélagos FC         |
| |                                                                                         |                                                                                        |
| Estadio Universitario Alberto "Chivo" Córdoba Ciudad: Toluca Capacidad: 32,000 Club: Toluca En uso por el equipo debido a la remodelación del Estadio Nemesio Díez |                                                                                         |                                                                                        |

## Fase de grupos

### Grupo 1
| Pos. | Equipo  | Pts. | PJ | G | E | P | GF | GC | Dif. | Clasificación             |
| ---- | ------- | ---- | -- | - | - | - | -- | -- | ---- | ------------------------- |
| 1    | Atlante | 5    | 4  | 1 | 2 | 1 | 6  | 5  | +1   | Acceso a octavos de final |
| 2    | León    | 5    | 4  | 1 | 2 | 1 | 4  | 5  | −1   | Acceso a octavos de final |
| 3    | Celaya  | 4    | 4  | 0 | 4 | 0 | 5  | 5  | 0    |                           |

 Fuente: [cita requerida]
| León    | 1 - 1 | Celaya  | León                         | 20 de julio      | 19:00 |  |
| Atlante | 0 - 1 | León    | Olímpico Andrés Quintana Roo | 26 de julio      | 21:00 |  |
| Celaya  | 1 - 1 | Atlante | Emilio Butragueño            | 9 de agosto      | 19:00 |  |
| Celaya  | 1 - 1 | León    | Emilio Butragueño            | 17 de agosto     | 19:00 |  |
| León    | 1 - 3 | Atlante | León                         | 23 de agosto     | 21:00 |  |
| Atlante | 2 - 2 | Celaya  | Olímpico Andrés Quintana Roo | 13 de septiembre | 19:00 |  |

### Grupo 2
| Pos. | Equipo      | Pts. | PJ | G | E | P | GF | GC | Dif. | Clasificación             |
| ---- | ----------- | ---- | -- | - | - | - | -- | -- | ---- | ------------------------- |
| 1    | Chiapas     | 6    | 4  | 1 | 3 | 0 | 8  | 5  | +3   | Acceso a octavos de final |
| 2    | Guadalajara | 5    | 4  | 1 | 2 | 1 | 4  | 6  | −2   | Acceso a octavos de final |
| 3    | Cafetaleros | 3    | 4  | 0 | 3 | 1 | 2  | 3  | −1   |                           |

 Fuente: [cita requerida]
| Chiapas     | 1 - 1 | Tapachula   | Víctor Manuel Reyna   | 20 de julio      | 21:00 | N/D* |
| Guadalajara | 1 - 4 | Chiapas     | Chivas                | 26 de julio      | 19:00 |      |
| Tapachula   | 0 - 0 | Guadalajara | Olímpico de Tapachula | 10 de agosto     | 20:30 |      |
| Tapachula   | 1 - 1 | Chiapas     | Olímpico de Tapachula | 17 de agosto     | 19:00 | A&M  |
| Guadalajara | 1 - 0 | Tapachula   | Chivas                | 24 de agosto     | 21:00 |      |
| Chiapas     | 2 - 2 | Guadalajara | Víctor Manuel Reyna   | 14 de septiembre | 19:00 |      |

- N/D: Sin transmisión en canal de TV nacional. Solamente en vivo en el canal local Diez de Chiapas.

### Grupo 3
| Pos. | Equipo    | Pts. | PJ | G | E | P | GF | GC | Dif. | Clasificación             |
| ---- | --------- | ---- | -- | - | - | - | -- | -- | ---- | ------------------------- |
| 1    | Cruz Azul | 10   | 4  | 3 | 1 | 0 | 11 | 4  | +7   | Acceso a octavos de final |
| 2    | U de G    | 4    | 4  | 1 | 1 | 2 | 8  | 6  | +2   | Acceso a octavos de final |
| 3    | Coras     | 3    | 4  | 1 | 0 | 3 | 2  | 11 | −9   |                           |

 Fuente: [cita requerida]
| Cruz Azul | 2 - 0 | Tepic     | Azul       | 19 de julio      | 21:00 |     |
| U. de G.  | 2 - 2 | Cruz Azul | Jalisco    | 27 de julio      | 20:30 |     |
| Tepic     | 1 - 0 | U. de G.  | Arena Cora | 9 de agosto      | 21:00 |     |
| Tepic     | 1 - 4 | Cruz Azul | Arena Cora | 17 de agosto     | 20:30 |     |
| Cruz Azul | 3 - 1 | U. de G.  | Azul       | 23 de agosto     | 21:00 |     |
| U. de G.  | 5 - 0 | Tepic     | Jalisco    | 14 de septiembre | 21:00 | N/D |

### Grupo 4
| Pos. | Equipo      | Pts. | PJ | G | E | P | GF | GC | Dif. | Clasificación             |
| ---- | ----------- | ---- | -- | - | - | - | -- | -- | ---- | ------------------------- |
| 1    | Morelia     | 7    | 4  | 2 | 1 | 1 | 9  | 3  | +6   | Acceso a octavos de final |
| 2    | Alebrijes   | 5    | 4  | 1 | 2 | 1 | 2  | 4  | −2   | Acceso a octavos de final |
| 3    | Murciélagos | 3    | 4  | 0 | 3 | 1 | 1  | 5  | −4   |                           |

 Fuente: [cita requerida]
| Oaxaca      | 0 - 0 | Murciélagos | Tecnológico | 19 de julio      | 19:00 | * |
| Morelia     | 3 - 0 | Oaxaca      | Morelos     | 27 de julio      | 19:00 |   |
| Murciélagos | 1 - 1 | Morelia     | Centenario  | 9 de agosto      | 21:00 |   |
| Murciélagos | 0 - 0 | Oaxaca      | Centenario  | 16 de agosto     | 21:00 |   |
| Oaxaca      | 2 - 1 | Morelia     | Tecnológico | 24 de agosto     | 19:00 |   |
| Morelia     | 4 - 0 | Murciélagos | Morelos     | 13 de septiembre | 19:00 |   |

- N/D: Originalmente la transmisión era por TVC Deportes, pero debido a los paros laborales de los maestros en Oaxaca no transmitieron en vivo; no obstante, se transmitió en vivo vía Facebook Live oficial de Murciélagos.

### Grupo 5
| Pos. | Equipo               | Pts. | PJ | G | E | P | GF | GC | Dif. | Clasificación             |
| ---- | -------------------- | ---- | -- | - | - | - | -- | -- | ---- | ------------------------- |
| 1    | América              | 12   | 4  | 4 | 0 | 0 | 11 | 1  | +10  | Acceso a octavos de final |
| 2    | Mineros de Zacatecas | 4    | 4  | 1 | 1 | 2 | 8  | 10 | −2   | Acceso a octavos de final |
| 3    | Venados              | 1    | 4  | 0 | 1 | 3 | 4  | 12 | −8   |                           |

 Fuente: [cita requerida]
| Venados   | 0 - 3 | América   | Carlos Iturralde Rivero | 20 de julio      | 20:30 |  |
| América   | 4 - 1 | Zacatecas | Azteca                  | 26 de julio      | 21:00 |  |
| Zacatecas | 3 - 0 | Venados   | Francisco Villa         | 9 de agosto      | 21:00 |  |
| América   | 2 - 0 | Venados   | Azteca                  | 16 de agosto     | 21:00 |  |
| Zacatecas | 0 - 2 | América   | Francisco Villa         | 24 de agosto     | 20:30 |  |
| Venados   | 4 - 4 | Zacatecas | Carlos Iturralde Rivero | 13 de septiembre | 21:00 |  |

### Grupo 6
| Pos. | Equipo     | Pts. | PJ | G | E | P | GF | GC | Dif. | Clasificación             |
| ---- | ---------- | ---- | -- | - | - | - | -- | -- | ---- | ------------------------- |
| 1    | Toluca     | 7    | 4  | 2 | 1 | 1 | 7  | 5  | +2   | Acceso a octavos de final |
| 2    | Lobos BUAP | 5    | 4  | 1 | 2 | 1 | 6  | 6  | 0    | Acceso a octavos de final |
| 3    | Tijuana    | 4    | 4  | 1 | 1 | 2 | 5  | 7  | −2   |                           |

 Fuente: [cita requerida]
| Tijuana    | 3 - 0 | Toluca     | Caliente                | 19 de julio      | 21:00 | N/D* |
| Lobos BUAP | 4 - 0 | Tijuana    | Universitario BUAP      | 26 de julio      | 19:00 |      |
| Lobos BUAP | 1 - 1 | Toluca     | Universitario BUAP      | 9 de agosto      | 19:00 |      |
| Tijuana    | 1 - 1 | Lobos BUAP | Caliente                | 17 de agosto     | 21:00 |      |
| Toluca     | 4 - 0 | Lobos BUAP | Estadio Nemesio Díez    | 23 de agosto     | 19:00 |      |
| Toluca     | 2 - 1 | Tijuana    | Alberto "Chivo" Córdoba | 14 de septiembre | 20:30 |      |

- N/D: Sin transmisión en canal de TV, pero se transmitió en vivo vía Facebook Live oficial de Tijuana.

### Grupo 7
| Pos. | Equipo   | Pts. | PJ | G | E | P | GF | GC | Dif. | Clasificación             |
| ---- | -------- | ---- | -- | - | - | - | -- | -- | ---- | ------------------------- |
| 1    | Juárez   | 8    | 4  | 2 | 2 | 0 | 11 | 5  | +6   | Acceso a octavos de final |
| 2    | Veracruz | 4    | 4  | 1 | 1 | 2 | 6  | 9  | −3   | Acceso a octavos de final |
| 3    | Santos   | 3    | 4  | 0 | 3 | 1 | 6  | 9  | −3   |                           |

 Fuente: [cita requerida]
| Juárez        | 5 - 0 | Veracruz      | Olímpico Benito Juárez | 19 de julio      | 19:00 |  |
| Santos Laguna | 1 - 1 | Juárez        | Corona TSM             | 27 de julio      | 21:30 |  |
| Veracruz      | 4 - 1 | Santos Laguna | Luis Pirata Fuente     | 10 de agosto     | 21:00 |  |
| Veracruz      | 1 - 2 | Juárez        | Luis Pirata Fuente     | 16 de agosto     | 21:00 |  |
| Juárez        | 3 - 3 | Santos Laguna | Olímpico Benito Juárez | 24 de agosto     | 20:30 |  |
| Santos Laguna | 1 - 1 | Veracruz      | Corona TSM             | 13 de septiembre | 21:00 |  |

### Grupo 8
| Pos. | Equipo    | Pts. | PJ | G | E | P | GF | GC | Dif. | Clasificación             |
| ---- | --------- | ---- | -- | - | - | - | -- | -- | ---- | ------------------------- |
| 1    | Puebla    | 10   | 4  | 3 | 1 | 0 | 6  | 3  | +3   | Acceso a octavos de final |
| 2    | Querétaro | 7    | 4  | 2 | 1 | 1 | 6  | 4  | +2   | Acceso a octavos de final |
| 3    | Dorados   | 0    | 4  | 0 | 0 | 4 | 2  | 7  | −5   |                           |

 Fuente: [cita requerida]
| Querétaro | 1 - 2 | Puebla    | La Corregidora | 20 de julio      | 19:00 |  |
| Dorados   | 1 - 2 | Querétaro | Banorte        | 27 de julio      | 19:30 |  |
| Puebla    | 2 - 1 | Dorados   | Cuauhtémoc     | 10 de agosto     | 19:00 |  |
| Querétaro | 2 - 0 | Dorados   | La Corregidora | 16 de agosto     | 19:00 |  |
| Puebla    | 1 - 1 | Querétaro | Cuauhtémoc     | 23 de agosto     | 19:00 |  |
| Dorados   | 0 - 1 | Puebla    | Banorte        | 13 de septiembre | 21:00 |  |

## Tabla de clasificados
| Pos. | Equipo               | Pts. | PJ | G | E | P | GF | GC | Dif. |
| ---- | -------------------- | ---- | -- | - | - | - | -- | -- | ---- |
| 1    | América              | 12   | 4  | 4 | 0 | 0 | 11 | 1  | +10  |
| 2    | Cruz Azul            | 10   | 4  | 3 | 1 | 0 | 11 | 4  | +7   |
| 3    | Puebla               | 10   | 4  | 3 | 1 | 0 | 6  | 3  | +3   |
| 4    | Juárez               | 8    | 4  | 2 | 2 | 0 | 11 | 5  | +6   |
| 5    | Morelia              | 7    | 4  | 2 | 1 | 1 | 9  | 3  | +6   |
| 6    | Toluca               | 7    | 4  | 2 | 1 | 1 | 7  | 5  | +2   |
| 7    | Querétaro            | 7    | 4  | 2 | 1 | 1 | 6  | 4  | +2   |
| 8    | Chiapas              | 6    | 4  | 1 | 3 | 0 | 8  | 5  | +3   |
|      |                      |      |    |   |   |   |    |    |      |
| 9    | Atlante              | 5    | 4  | 1 | 2 | 1 | 6  | 5  | +1   |
| 10   | Lobos BUAP           | 5    | 4  | 1 | 2 | 1 | 6  | 6  | 0    |
| 11   | León                 | 5    | 4  | 1 | 2 | 1 | 4  | 5  | −1   |
| 12   | Guadalajara          | 5    | 4  | 1 | 2 | 1 | 4  | 6  | −2   |
| 13   | Alebrijes            | 5    | 4  | 1 | 2 | 1 | 2  | 4  | −2   |
| 14   | U de G               | 4    | 4  | 1 | 1 | 2 | 8  | 6  | +2   |
| 15   | Mineros de Zacatecas | 4    | 4  | 1 | 1 | 2 | 8  | 10 | −2   |
| 16   | Veracruz             | 4    | 4  | 1 | 1 | 2 | 6  | 9  | −3   |

 Fuente: [cita requerida]

## Fase final
|  | Octavos de final              | Octavos de final              | Octavos de final              |                  |       | Cuartos de final           | Cuartos de final           | Cuartos de final           |  |   | Semifinales                | Semifinales                | Semifinales                |  |   | Final                  | Final                  | Final                  |  |
|  | 27 y 28 de septiembre de 2016 | 27 y 28 de septiembre de 2016 | 27 y 28 de septiembre de 2016 |                  |       | 18 y 19 de octubre de 2016 | 18 y 19 de octubre de 2016 | 18 y 19 de octubre de 2016 |  |   | 25 y 26 de octubre de 2016 | 25 y 26 de octubre de 2016 | 25 y 26 de octubre de 2016 |  |   | 2 de noviembre de 2016 | 2 de noviembre de 2016 | 2 de noviembre de 2016 |  |
|  |                               |                               |                               |                  |       |                            |                            |                            |  |   |                            |                            |                            |  |   |                        |                        |                        |  |
|  |                               |                               |                               |                  |       |                            |                            |                            |  |   |                            |                            |                            |  |   |                        |                        |                        |  |
|  | 3                             | Puebla                        | 3                             |                  |       |                            |                            |                            |  |   |                            |                            |                            |  |   |                        |                        |                        |  |
|  | 3                             | Puebla                        | 3                             |                  |       |                            |                            |                            |  |   |                            |                            |                            |  |   |                        |                        |                        |  |
|  | 14                            | U de G                        | 2                             |                  |       |                            |                            |                            |  |   |                            |                            |                            |  |   |                        |                        |                        |  |
|  | 14                            | U de G                        | 2                             |                  | 3     | Puebla                     | 0                          |                            |  |   |                            |                            |                            |  |   |                        |                        |                        |  |
|  |                               |                               |                               |                  | 3     | Puebla                     | 0                          |                            |  |   |                            |                            |                            |  |   |                        |                        |                        |  |
|  |                               |                               | 6                             | Toluca           | 2     |                            |                            |                            |  |   |                            |                            |                            |  |   |                        |                        |                        |  |
|  | 6                             | Toluca                        | 6                             | Toluca           | 2     | 4                          |                            |                            |  |   |                            |                            |                            |  |   |                        |                        |                        |  |
|  | 6                             | Toluca                        |                               |                  |       |                            |                            |                            |  |   |                            |                            |                            |  |   |                        |                        |                        |  |
|  | 11                            | León                          | 3                             |                  |       |                            |                            |                            |  |   |                            |                            |                            |  |   |                        |                        |                        |  |
|  | 11                            | León                          | 3                             |                  |       |                            |                            |                            |  | 6 | Toluca                     | 0 (7)                      |                            |  |   |                        |                        |                        |  |
|  |                               |                               |                               |                  |       |                            |                            |                            |  | 6 | Toluca                     | 0 (7)                      |                            |  |   |                        |                        |                        |  |
|  |                               |                               | 7                             | Querétaro (p.)   | 0 (8) |                            |                            |                            |  |   |                            |                            |                            |  |   |                        |                        |                        |  |
|  | 2                             | Cruz Azul                     | 7                             | Querétaro (p.)   | 0 (8) | 4                          |                            |                            |  |   |                            |                            |                            |  |   |                        |                        |                        |  |
|  | 2                             | Cruz Azul                     |                               |                  |       |                            |                            |                            |  |   |                            |                            |                            |  |   |                        |                        |                        |  |
|  | 15                            | Mineros de Zacatecas          | 0                             |                  |       |                            |                            |                            |  |   |                            |                            |                            |  |   |                        |                        |                        |  |
|  | 15                            | Mineros de Zacatecas          | 0                             |                  | 2     | Cruz Azul                  | 1                          |                            |  |   |                            |                            |                            |  |   |                        |                        |                        |  |
|  |                               |                               |                               |                  | 2     | Cruz Azul                  | 1                          |                            |  |   |                            |                            |                            |  |   |                        |                        |                        |  |
|  |                               |                               | 7                             | Querétaro        | 3     |                            |                            |                            |  |   |                            |                            |                            |  |   |                        |                        |                        |  |
|  | 7                             | Querétaro                     | 7                             | Querétaro        | 3     | 3                          |                            |                            |  |   |                            |                            |                            |  |   |                        |                        |                        |  |
|  | 7                             | Querétaro                     |                               |                  |       |                            |                            |                            |  |   |                            |                            |                            |  |   |                        |                        |                        |  |
|  | 10                            | Lobos BUAP                    | 1                             |                  |       |                            |                            |                            |  |   |                            |                            |                            |  |   |                        |                        |                        |  |
|  | 10                            | Lobos BUAP                    | 1                             |                  |       |                            |                            |                            |  |   |                            |                            |                            |  | 7 | Querétaro (p.)         | 0 (3)                  |                        |  |
|  |                               |                               |                               |                  |       |                            |                            |                            |  |   |                            |                            |                            |  | 7 | Querétaro (p.)         | 0 (3)                  |                        |  |
|  |                               |                               | 12                            | Guadalajara      | 0 (2) |                            |                            |                            |  |   |                            |                            |                            |  |   |                        |                        |                        |  |
|  | 1                             | América                       | 12                            | Guadalajara      | 0 (2) | 1                          |                            |                            |  |   |                            |                            |                            |  |   |                        |                        |                        |  |
|  | 1                             | América                       |                               |                  |       |                            |                            |                            |  |   |                            |                            |                            |  |   |                        |                        |                        |  |
|  | 16                            | Veracruz                      | 0                             |                  |       |                            |                            |                            |  |   |                            |                            |                            |  |   |                        |                        |                        |  |
|  | 16                            | Veracruz                      | 0                             |                  | 1     | América                    | 3                          |                            |  |   |                            |                            |                            |  |   |                        |                        |                        |  |
|  |                               |                               |                               |                  | 1     | América                    | 3                          |                            |  |   |                            |                            |                            |  |   |                        |                        |                        |  |
|  |                               |                               | 8                             | Chiapas          | 2     |                            |                            |                            |  |   |                            |                            |                            |  |   |                        |                        |                        |  |
|  | 8                             | Chiapas                       | 8                             | Chiapas          | 2     | 2                          |                            |                            |  |   |                            |                            |                            |  |   |                        |                        |                        |  |
|  | 8                             | Chiapas                       |                               |                  |       |                            |                            |                            |  |   |                            |                            |                            |  |   |                        |                        |                        |  |
|  | 9                             | Atlante                       | 1                             |                  |       |                            |                            |                            |  |   |                            |                            |                            |  |   |                        |                        |                        |  |
|  | 9                             | Atlante                       | 1                             |                  |       |                            |                            |                            |  | 1 | América                    | 1 (3)                      |                            |  |   |                        |                        |                        |  |
|  |                               |                               |                               |                  |       |                            |                            |                            |  | 1 | América                    | 1 (3)                      |                            |  |   |                        |                        |                        |  |
|  |                               |                               | 12                            | Guadalajara (p.) | 1 (4) |                            |                            |                            |  |   |                            |                            |                            |  |   |                        |                        |                        |  |
|  | 5                             | Morelia                       | 12                            | Guadalajara (p.) | 1 (4) | 0                          |                            |                            |  |   |                            |                            |                            |  |   |                        |                        |                        |  |
|  | 5                             | Morelia                       |                               |                  |       |                            |                            |                            |  |   |                            |                            |                            |  |   |                        |                        |                        |  |
|  | 12                            | Guadalajara                   | 1                             |                  |       |                            |                            |                            |  |   |                            |                            |                            |  |   |                        |                        |                        |  |
|  | 12                            | Guadalajara                   | 1                             |                  | 12    | Guadalajara                | 1                          |                            |  |   |                            |                            |                            |  |   |                        |                        |                        |  |
|  |                               |                               |                               |                  | 12    | Guadalajara                | 1                          |                            |  |   |                            |                            |                            |  |   |                        |                        |                        |  |
|  |                               |                               | 13                            | Alebrijes        | 0     |                            |                            |                            |  |   |                            |                            |                            |  |   |                        |                        |                        |  |
|  | 4                             | Juárez                        | 13                            | Alebrijes        | 0     | 1 (3)                      |                            |                            |  |   |                            |                            |                            |  |   |                        |                        |                        |  |
|  | 4                             | Juárez                        |                               |                  |       |                            |                            |                            |  |   |                            |                            |                            |  |   |                        |                        |                        |  |
|  | 13                            | Alebrijes (p.)                | 1 (5)                         |                  |       |                            |                            |                            |  |   |                            |                            |                            |  |   |                        |                        |                        |  |
|  | 13                            | Alebrijes (p.)                | 1 (5)                         |                  |       |                            |                            |                            |  |   |                            |                            |                            |  |   |                        |                        |                        |  |
|  |                               |                               |                               |                  |       |                            |                            |                            |  |   |                            |                            |                            |  |   |                        |                        |                        |  |

- Querétaro (campeón de este torneo) se enfrentará al Guadalajara (campeón de la Copa Corona MX Clausura 2017), en la Supercopa MX 2016-17.

### Octavos de final

#### Puebla-U de G
| 27 de septiembre de 2016, 19:00 | Puebla                        | 3:2 (1:1) | U de G                 | Estadio Cuauhtémoc, Puebla, Puebla                           |                                                              |
|                                 | Canelo 20' 74' · Bermúdez 81' | Reporte   | Valadéz 29' · Romo 49' | Asistencia: 6 232 espectadores Árbitro(s): Uriel Olvera Ríos | Asistencia: 6 232 espectadores Árbitro(s): Uriel Olvera Ríos |
| Ganador 7                       |                               |           |                        |                                                              |                                                              |

#### Chiapas-Atlante
| 27 de septiembre de 2016, 19:00 | Chiapas           | 2:1 (2:0) | Atlante    | Estadio Víctor Manuel Reyna, Tuxtla Gutiérrez, Chiapas          |                                                                 |
|                                 | Rodríguez 19' 21' | Reporte   | Cauich 85' | Asistencia: 12 153 espectadores Árbitro(s): Miguel Ángel Flores | Asistencia: 12 153 espectadores Árbitro(s): Miguel Ángel Flores |
| Ganador 2                       |                   |           |            |                                                                 |                                                                 |

#### Morelia-Guadalajara
| 27 de septiembre de 2016, 21:00 | Morelia | 0:1 (0:1) | Guadalajara  | Estadio Morelos, Morelia, Michoacán                              |                                                                  |
|                                 |         | Reporte   | 30' Calderón | Asistencia: 23 323 espectadores Árbitro(s): Diego Montaño Robles | Asistencia: 23 323 espectadores Árbitro(s): Diego Montaño Robles |
| Ganador 3                       |         |           |              |                                                                  |                                                                  |

#### Cruz Azul-Zacatecas
| 27 de septiembre de 2016, 21:00 | Cruz Azul                                             | 4:0 (2:0) | Zacatecas | Estadio Azul, Ciudad de México                         |                                                        |
|                                 | Aldrete 17' · Benítez 27' · Guerrón 63' · Rojas 90+1' | Reporte   |           | Asistencia: 4 745 espectadores Árbitro(s): Oscar Mejía | Asistencia: 4 745 espectadores Árbitro(s): Oscar Mejía |
| Ganador 5                       |                                                       |           |           |                                                        |                                                        |

#### Querétaro-Lobos BUAP
| 28 de septiembre de 2016, 19:00 | Querétaro                      | 3:1 (1:1) | Lobos BUAP | Estadio Corregidora, Querétaro, Querétaro                  |                                                            |
|                                 | Sanvezzo 24' 64' · Candelo 66' | Reporte   | Porozo 1'  | Asistencia: 15 010 espectadores Árbitro(s): Eduardo Galván | Asistencia: 15 010 espectadores Árbitro(s): Eduardo Galván |
| Ganador 6                       |                                |           |            |                                                            |                                                            |

#### Toluca-León
| 28 de septiembre de 2016, 19:00 | Toluca                                   | 4:3 (0:1) | León                               | Estadio Universitario Alberto "Chivo" Córdoba, Toluca, Estado de México |                                                                 |
|                                 | Uribe 52' 69' · Esquivel 59' · Trejo 67' | Reporte   | Mejía 41' · Cano 63' · Boselli 85' | Asistencia: 11 558 espectadores Árbitro(s): Miguel Ángel Chacón         | Asistencia: 11 558 espectadores Árbitro(s): Miguel Ángel Chacón |
| Ganador 8                       |                                          |           |                                    |                                                                         |                                                                 |

#### América-Veracruz
| 28 de septiembre de 2016, 21:00 | América     | 1:0 (1:0) | Veracruz | Estadio Azteca, Ciudad de México                            |                                                             |
|                                 | Peralta 34' | Reporte   |          | Asistencia: 10 268 espectadores Árbitro(s): Adonai Escobedo | Asistencia: 10 268 espectadores Árbitro(s): Adonai Escobedo |
| Ganador 1                       |             |           |          |                                                             |                                                             |

#### Juárez-Oaxaca
| 28 de septiembre de 2016, 21:00 | Juárez                                | 1:1 (0:0) (3:5 p.)         | Oaxaca                                               | Estadio Olímpico Benito Juárez, Ciudad Juárez, Chihuahua             |                                                                      |
|                                 | Micolta 73'                           | Reporte                    | Fernández 63'                                        | Asistencia: 4 718 espectadores Árbitro(s): Jonathan Hernández Juárez | Asistencia: 4 718 espectadores Árbitro(s): Jonathan Hernández Juárez |
|                                 |                                       | Tiros desde el punto penal |                                                      |                                                                      |                                                                      |
|                                 | Micolta · Silva · Carrijo · Fernández |                            | Cortés · Fernández · Castellanos · Sánchez · Álvarez |                                                                      |                                                                      |
| Ganador 4                       |                                       |                            |                                                      |                                                                      |                                                                      |

### Cuartos de final

#### América-Chiapas
| 18 de octubre de 2016, 20:30 | América                              | 3:2 (2:0) | Chiapas                | Estadio Azteca, Ciudad de México                                   |                                                                    |
|                              | Arroyo 7' · Sambueza 25' · Goltz 72' | Reporte   | Derley 56' · Marín 75' | Asistencia: 18 809 espectadores Árbitro(s): Eduardo Galván Basulto | Asistencia: 18 809 espectadores Árbitro(s): Eduardo Galván Basulto |
| Ganador 1                    |                                      |           |                        |                                                                    |                                                                    |

#### Cruz Azul-Querétaro
| 19 de octubre de 2016, 19:00 | Cruz Azul | 1:3 (1:1) | Querétaro                     | Estadio Azul, Ciudad de México                                        |                                                                       |
|                              | Cota 31'  | Reporte   | Sanvezzo 28' · Fierro 55' 57' | Asistencia: 10 102 espectadores Árbitro(s): Jorge Antonio Pérez Durán | Asistencia: 10 102 espectadores Árbitro(s): Jorge Antonio Pérez Durán |
| Ganador 3                    |           |           |                               |                                                                       |                                                                       |

#### Puebla-Toluca
| 19 de octubre de 2016, 21:00 | Puebla | 0:2 (0:0) | Toluca                     | Estadio Cuauhtémoc, Puebla, Puebla                               |                                                                  |
|                              |        | Reporte   | Uribe 79' · Triverio 90+1' | Asistencia: 16 460 espectadores Árbitro(s): Diego Montaño Robles | Asistencia: 16 460 espectadores Árbitro(s): Diego Montaño Robles |
| Ganador 4                    |        |           |                            |                                                                  |                                                                  |

#### Guadalajara-Oaxaca
| 19 de octubre de 2016, 21:00 | Guadalajara | 1:0 (1:0) | Oaxaca | Estadio Chivas, Guadalajara, Jalisco                          |                                                               |
|                              | Peña 31'    | Reporte   |        | Asistencia: 17 946 espectadores Árbitro(s): Oscar Macías Romo | Asistencia: 17 946 espectadores Árbitro(s): Oscar Macías Romo |
| Ganador 2                    |             |           |        |                                                               |                                                               |

### Semifinales

#### Toluca-Querétaro
| 25 de octubre de 2016, 21:00 | Toluca                                                                               | 0:0 (0:0) (7:8 p.)         | Querétaro                                                                             | Estadio Universitario Alberto "Chivo" Córdoba, Toluca, Estado de México |                                                                        |
|                              |                                                                                      | Reporte                    |                                                                                       | Asistencia: 18 517 espectadores Árbitro(s): Erick Yair Miranda Galindo  | Asistencia: 18 517 espectadores Árbitro(s): Erick Yair Miranda Galindo |
|                              |                                                                                      | Tiros desde el punto penal |                                                                                       |                                                                         |                                                                        |
|                              | Ríos · Barrientos · Esquivel · Uribe · Trejo · Flores · González · Talavera · Gamboa |                            | Sanvezzo · Benítez · Candelo · Volpi · Villa · Rentería · Noriega · Forlín · Martínez |                                                                         |                                                                        |
| Ganador 2                    |                                                                                      |                            |                                                                                       |                                                                         |                                                                        |

#### América-Guadalajara
| 26 de octubre de 2016, 21:00 | América                                     | 1:1 (1:0) (3:4 p.)         | Guadalajara                                     | Estadio Azteca, Ciudad de México                                           |                                                                            |
|                              | Arroyo 19'                                  | Reporte                    | Pulido 69'                                      | Asistencia: 60 710 espectadores Árbitro(s): Luis Enrique Santander Aguirre | Asistencia: 60 710 espectadores Árbitro(s): Luis Enrique Santander Aguirre |
|                              |                                             | Tiros desde el punto penal |                                                 |                                                                            |                                                                            |
|                              | Goltz · Ibarra · Álvarez · Sambueza · Mares |                            | Pereira · Alanís · Cisneros · Zaldívar · Pulido |                                                                            |                                                                            |
| Ganador 1                    |                                             |                            |                                                 |                                                                            |                                                                            |

### Final

#### Querétaro-Guadalajara
| 2 de noviembre de 2016, 20:00 (UTC-6)                | Querétaro                           | 0:0 (3:2 p.)               | Guadalajara                                   | Estadio Corregidora, Santiago de Querétaro, Querétaro         |                                                               |
|                                                      |                                     | Reporte                    |                                               | Asistencia: 33 193 espectadores Árbitro(s): Oscar Macías Romo | Asistencia: 33 193 espectadores Árbitro(s): Oscar Macías Romo |
|                                                      |                                     | Tiros desde el punto penal |                                               |                                                               |                                                               |
|                                                      | Benítez · Volpi · Candelo · Noriega |                            | Pereira · Alanís · Cisneros · Pineda · Pulido |                                                               |                                                               |
| Querétaro campeón de la Copa Corona MX Apertura 2016 |                                     |                            |                                               |                                                               |                                                               |

| 1     | POR   | Tiago Volpi            |     |
| 12    | DEF   | Jonathan Bornstein     |     |
| 3     | DEF   | Miguel Martínez        |     |
| 6     | DEF   | Juan Forlín            |     |
| 28    | DEF   | Jaime Gómez            |     |
| 19    | MED   | Yerson Candelo         |     |
| 21    | MED   | Marco Jiménez          | 64' |
| 14    | MED   | Luis Miguel Noriega    |     |
| 28    | MED   | Neri Cardozo           |     |
| 7     | DEL   | Camilo Sanvezzo        | 76' |
| 9     | DEL   | Carlos Fierro          | 63' |
| D. T. | D. T. | Víctor Manuel Vucetich |     |

| 1     | POR   | José Antonio Rodríguez |     |
| 17    | DEF   | Jesús Sánchez          | 26' |
| 4     | DEF   | Jair Pereira           |     |
| 2     | DEF   | Oswaldo Alanís         |     |
| 16    | DEF   | Miguel Ponce           |     |
| 27    | MED   | Carlos Peña            |     |
| 10    | MED   | Javier López           | 56' |
| 23    | MED   | José Juan Vázquez      |     |
| 18    | DEL   | Néstor Calderón        | 74' |
| 9     | DEL   | Alan Pulido            |     |
| 24    | DEL   | Carlos Cisneros        |     |
| D. T. | D. T. | Matías Almeyda         |     |

| 11 | Centrocampista | Édgar Benítez   | 63' |
| 20 | Delantero      | Andrés Rentería | 64' |
| 15 | Delantero      | Ángel Sepúlveda | 76' |

| 11 | Centrocampista | Isaác Brizuela | 26' |
| 14 | Delantero      | Ángel Zaldívar | 56' |
| 7  | Centrocampista | Orbelín Pineda | 74' |

| 41' | Juan Forlín |

| 43' · 69' · 71' · 80' | Jair Pereira Néstor Calderón Miguel Ponce Ángel Zaldívar |

| 71' | Andrés Rentería |

| Principal  | Oscar Macías Romo              |
| Asistentes | Marvin Cesar Torrentera Rivera |
|            | Mario Jesús López Carrillo     |
| Cuarto     | Jorge Antonio Pérez Durán      |

| 1     | POR   | Tiago Volpi            |     |
| 12    | DEF   | Jonathan Bornstein     |     |
| 3     | DEF   | Miguel Martínez        |     |
| 6     | DEF   | Juan Forlín            |     |
| 28    | DEF   | Jaime Gómez            |     |
| 19    | MED   | Yerson Candelo         |     |
| 21    | MED   | Marco Jiménez          | 64' |
| 14    | MED   | Luis Miguel Noriega    |     |
| 28    | MED   | Neri Cardozo           |     |
| 7     | DEL   | Camilo Sanvezzo        | 76' |
| 9     | DEL   | Carlos Fierro          | 63' |
| D. T. | D. T. | Víctor Manuel Vucetich |     |

| 1     | POR   | José Antonio Rodríguez |     |
| 17    | DEF   | Jesús Sánchez          | 26' |
| 4     | DEF   | Jair Pereira           |     |
| 2     | DEF   | Oswaldo Alanís         |     |
| 16    | DEF   | Miguel Ponce           |     |
| 27    | MED   | Carlos Peña            |     |
| 10    | MED   | Javier López           | 56' |
| 23    | MED   | José Juan Vázquez      |     |
| 18    | DEL   | Néstor Calderón        | 74' |
| 9     | DEL   | Alan Pulido            |     |
| 24    | DEL   | Carlos Cisneros        |     |
| D. T. | D. T. | Matías Almeyda         |     |

| 11 | Centrocampista | Édgar Benítez   | 63' |
| 20 | Delantero      | Andrés Rentería | 64' |
| 15 | Delantero      | Ángel Sepúlveda | 76' |

| 11 | Centrocampista | Isaác Brizuela | 26' |
| 14 | Delantero      | Ángel Zaldívar | 56' |
| 7  | Centrocampista | Orbelín Pineda | 74' |

| 41' | Juan Forlín |

| 43' · 69' · 71' · 80' | Jair Pereira Néstor Calderón Miguel Ponce Ángel Zaldívar |

| 71' | Andrés Rentería |

| Principal  | Oscar Macías Romo              |
| Asistentes | Marvin Cesar Torrentera Rivera |
|            | Mario Jesús López Carrillo     |
| Cuarto     | Jorge Antonio Pérez Durán      |

| 1     | POR   | Tiago Volpi            |     |
| 12    | DEF   | Jonathan Bornstein     |     |
| 3     | DEF   | Miguel Martínez        |     |
| 6     | DEF   | Juan Forlín            |     |
| 28    | DEF   | Jaime Gómez            |     |
| 19    | MED   | Yerson Candelo         |     |
| 21    | MED   | Marco Jiménez          | 64' |
| 14    | MED   | Luis Miguel Noriega    |     |
| 28    | MED   | Neri Cardozo           |     |
| 7     | DEL   | Camilo Sanvezzo        | 76' |
| 9     | DEL   | Carlos Fierro          | 63' |
| D. T. | D. T. | Víctor Manuel Vucetich |     |

| 1     | POR   | José Antonio Rodríguez |     |
| 17    | DEF   | Jesús Sánchez          | 26' |
| 4     | DEF   | Jair Pereira           |     |
| 2     | DEF   | Oswaldo Alanís         |     |
| 16    | DEF   | Miguel Ponce           |     |
| 27    | MED   | Carlos Peña            |     |
| 10    | MED   | Javier López           | 56' |
| 23    | MED   | José Juan Vázquez      |     |
| 18    | DEL   | Néstor Calderón        | 74' |
| 9     | DEL   | Alan Pulido            |     |
| 24    | DEL   | Carlos Cisneros        |     |
| D. T. | D. T. | Matías Almeyda         |     |

| 11 | Centrocampista | Édgar Benítez   | 63' |
| 20 | Delantero      | Andrés Rentería | 64' |
| 15 | Delantero      | Ángel Sepúlveda | 76' |

| 11 | Centrocampista | Isaác Brizuela | 26' |
| 14 | Delantero      | Ángel Zaldívar | 56' |
| 7  | Centrocampista | Orbelín Pineda | 74' |

| 41' | Juan Forlín |

| 43' · 69' · 71' · 80' | Jair Pereira Néstor Calderón Miguel Ponce Ángel Zaldívar |

| 71' | Andrés Rentería |

| Principal  | Oscar Macías Romo              |
| Asistentes | Marvin Cesar Torrentera Rivera |
|            | Mario Jesús López Carrillo     |
| Cuarto     | Jorge Antonio Pérez Durán      |

| 1     | POR   | Tiago Volpi            |     |
| 12    | DEF   | Jonathan Bornstein     |     |
| 3     | DEF   | Miguel Martínez        |     |
| 6     | DEF   | Juan Forlín            |     |
| 28    | DEF   | Jaime Gómez            |     |
| 19    | MED   | Yerson Candelo         |     |
| 21    | MED   | Marco Jiménez          | 64' |
| 14    | MED   | Luis Miguel Noriega    |     |
| 28    | MED   | Neri Cardozo           |     |
| 7     | DEL   | Camilo Sanvezzo        | 76' |
| 9     | DEL   | Carlos Fierro          | 63' |
| D. T. | D. T. | Víctor Manuel Vucetich |     |

| 1     | POR   | José Antonio Rodríguez |     |
| 17    | DEF   | Jesús Sánchez          | 26' |
| 4     | DEF   | Jair Pereira           |     |
| 2     | DEF   | Oswaldo Alanís         |     |
| 16    | DEF   | Miguel Ponce           |     |
| 27    | MED   | Carlos Peña            |     |
| 10    | MED   | Javier López           | 56' |
| 23    | MED   | José Juan Vázquez      |     |
| 18    | DEL   | Néstor Calderón        | 74' |
| 9     | DEL   | Alan Pulido            |     |
| 24    | DEL   | Carlos Cisneros        |     |
| D. T. | D. T. | Matías Almeyda         |     |

| 11 | Centrocampista | Édgar Benítez   | 63' |
| 20 | Delantero      | Andrés Rentería | 64' |
| 15 | Delantero      | Ángel Sepúlveda | 76' |

| 11 | Centrocampista | Isaác Brizuela | 26' |
| 14 | Delantero      | Ángel Zaldívar | 56' |
| 7  | Centrocampista | Orbelín Pineda | 74' |

| 41' | Juan Forlín |

| 43' · 69' · 71' · 80' | Jair Pereira Néstor Calderón Miguel Ponce Ángel Zaldívar |

| 71' | Andrés Rentería |

| Principal  | Oscar Macías Romo              |
| Asistentes | Marvin Cesar Torrentera Rivera |
|            | Mario Jesús López Carrillo     |
| Cuarto     | Jorge Antonio Pérez Durán      |

| Campeón   |
| Querétaro |
| 1° título |

## Estadísticas

### Máximos goleadores
Fernando Uribe 7

## Asistencia
| 1 | 98,421 | 12,302 | 49.40 % | Tijuana vs Toluca (25,439)        | Oaxaca vs Murciélagos (3,252) |
| 2 | 86,298 | 10,787 | 28.64 % | América vs Zacatecas (20,790)     | Lobos BUAP vs Tijuana (2,452) |
| 3 | 39,650 | 4,956  | 23.06 % | Tapachula vs Guadalajara (10,225) | Tepic vs U. de G. (3,022)     |
| 4 | 91,831 | 11,478 | 40.20 % | Tijuana vs Lobos BUAP (25,439)    | Murciélagos vs Oaxaca (2,322) |
| 5 | 71,684 | 8,960  | 32.42 % | Juárez vs Santos (15,900)         | Puebla vs Querétaro (3,240)   |
| 6 | 58,855 | 7,356  | 29.06 % | Chiapas vs Guadalajara (21,562)   | Atlante vs Celaya (1,752)     |